# Démophilos de Thespies
Démophilos de Thespies (en grec ancien Δημόφιλος), mort en 480 av. J.-C., est le commandant de 700 soldats de Thespies à la bataille des Thermopyles selon Hérodote. Il aide les 300 hommes du roi Léonidas Ier de Sparte à tenir tête aux Perses et y trouve la mort auprès de ses hommes. Après la bataille, la cité de Thespies sera rasée.
Son père est Diadromès (Διαδρομέας).
Dans le film La Bataille des Thermopyles (1962), son rôle est joué par l'acteur grec Yorgos Moutsios. Aux Thermopyles, un monument honore sa mémoire et celle de ses hommes.